# Ахмед Хасанейн
Ахмед Хасанейн паша (на арабски: أحمد حسنين باشا‎) или Ахмад Мохаммад Махлуф Хасанейн Ал-Булаки (أحمد محمد مخلوف حسنين البولاقى‎) е османски паша и египетски дипломат, съветник на египетския крал Фарук I, фотограф, писател, пътешественик, олимпийски състезател по фехтовка.

## Произход и младежки години (1889 – 1920)
Роден е на 31 октомври 1889 година в Кайро, Египет, в богато и аристократично семейство. В началото на 1930-те години е назначен от крал Фуад I за наставник и учител на принц Фарук I, последния египетски крал (1936 – 1952).

## Експедиционна дейност (1920 – 1924)
През 1920 г. взема участие като топограф в експедиция, организирана и оглавявана от англичанката Росита Форбс. Експедицията е организирана и спонсорирана от ордена на сенуситите и е снабдена с писмо от главата на ордена, което трябва да се предаде на техните последователи в оазисите на Сахара. От Бенгази керванът се отправя на юг, изминава над 1000 км и достига до тайнствения център на сенуситите, разположен в група от шест оазиса, където се отглеждат маслини и лозя. Обратно до Средиземно море експедицията се завръща по друг път, като открива пустинята Каланшо (26 – 30º с.ш., 22 – 24º и.д.) и оазиса Джагбуб (29°40′ с. ш. 24°30′ и. д. / 29.666667° с. ш. 24.5° и. д.). По пътя Хасанейн извършва маршрутна топографска снимка на напълно неизвестни местности по протежение на повече от 600 км.
През 1923 г. Хасанейн извършва самостоятелно пътешествие, като достига до оазиса Куфра (24°30′ с. ш. 23°00′ и. д. / 24.5° с. ш. 23° и. д.), където остава две седмици и се опитва да узнае пътищата на юг от оазиса в пустинята. От сведенията, които събира, той си изяснява, че на югоизток на разстояние шестдневен преход се намира малък оазис, а на още четири дни по-нататък – друг. В края на април 1923 Хасанейн достига до първия оазис и около него открива масива Аркену (22°20′ с. ш. 24°40′ и. д. / 22.333333° с. ш. 24.666667° и. д.). След четири дни достига до втория оазис, разположен в подножието на масива Ал Увейнат (21°55′ с. ш. 25°00′ и. д. / 21.916667° с. ш. 25° и. д.). След като изследва околните местности, Хасанейн открива на скалите многочислени рисунки на древни племена. По-нататъшният път на юг през безводните пясъци на пустинята се оказва много тежък. Поради голямата жега се налага да се пътува само нощем, няколко пъти водачите се изгубват сред безкрайните дюни и скали, на протежение от повече от 400 км срещат само един кладенец. В началото на юни, след като керванът изминава над 2000 км и извършва меридионално пресичане на Либийската пустиня, се добират до първото селище в Дарфур на 16º с.ш. и 26º и.д. Оттам експедицията завива на югоизток, излиза на керванския път и по него достига до Нил и на 1 август се завръща в Кайро.

## Следващи години (1924 – 1946)
През септември 1924 г. докладът му от пътешествието е публикуван в списание „National Geographic“, съпроводен с 47 снимки и изработена от него карта. Година по-късно на английски излиза книгата му посветена на това пътешествие, която впоследствие е преведена на арабски и немски език. Британското кралско географско дружество през 1924 го награждава със златен медал за проведените от него изследвания в Сахара.
През 1920 и 1924 г. взема участие в Олимпийските игри като състезател по фехтовка.
Умира на 19 февруари 1946 година в Кайро на 56-годишна възраст.